# Banchette
Banchette (piemonti nyelven Banchëtte) egy olasz község (comune) a Piemont régióban.

## Testvértelepülések
Septème, Franciaország